# Хербы (гмина)
Хербы (пол. Herby) — сельская гмина (волость) в Польше, входит как административная единица в Люблинецкий повет, Силезское воеводство. Население — 6969 человек (на 2004 год).

## Демография
| Перепись                       | Всего   | Всего | Женщины | Женщины | Мужчины | Мужчины |
| ------------------------------ | ------- | ----- | ------- | ------- | ------- | ------- |
| Единицы                        | человек | %     | человек | %       | человек | %       |
| Население                      | 6969    | 100   | 3484    | 50      | 3485    | 50      |
| Плотность населения (чел./км²) | 79,7    | 79,7  | 39,8    | 39,8    | 39,8    | 39,8    |

## Сельские округа
1. Хербы
2. Лисув
3. Ольшина
4. Калина
5. Хадра
6. Хвостек
7. Танина
8. Лебки
9. 1993
10. Боронув
11. Брасове
12. Бращок
13. Чтеры-Копы
14. Драпач
15. Гломбы
16. Кежки
17. Колёня-Лисув
18. Ленг
19. Мохала
20. Нивы
21. Олексики
22. Отшенсе
23. Петшаки
24. Пилка
25. Пусткове
26. Тужа

## Соседние гмины
1. Гмина Бляховня
2. Гмина Боронув
3. Гмина Часна
4. Гмина Кохановице
5. Гмина Конописка
6. Гмина Кошенцин
7. Гмина Пшистайнь
8. Гмина Вренчица-Велька